# Мельчиці-Лєскове
Мельчиці-Лєскове (словац. Melčice-Lieskové) — село, громада округу Тренчин, Тренчинський край. Кадастрова площа громади — 21.58 км².
Населення 1624 особи (станом на 31 грудня 2020 року).

## Історія
Мельчиці-Лєскове згадується 1398 року.

## Населення
| Рік:            | 1994. | 2004.   | 2014.   | 2024.   |
| --------------- | ----- | ------- | ------- | ------- |
| Кількість осіб: | 1541  | 1557    | 1619    | 1713    |
| Різниця:        |       | +1,03 % | +3,98 % | +5,80 % |

| Рік:            | 2023. | 2024.   |
| --------------- | ----- | ------- |
| Кількість осіб: | 1719  | 1713    |
| Різниця:        |       | -0,34 % |